# 革命工人组织
革命工人组织（法語：Organisation des travailleurs révolutionnaires）是海地的一个托洛茨基主义组织。该组织的意识形态是共产主义、马克思主义、列宁主义、托洛茨基主义、女性主义。该组织的政治立场是极左翼。该组织的总部位于太子港。该组织出版月刊《工人之声》。该组织是国际共产主义联盟的附属组织。